# Motor War Car

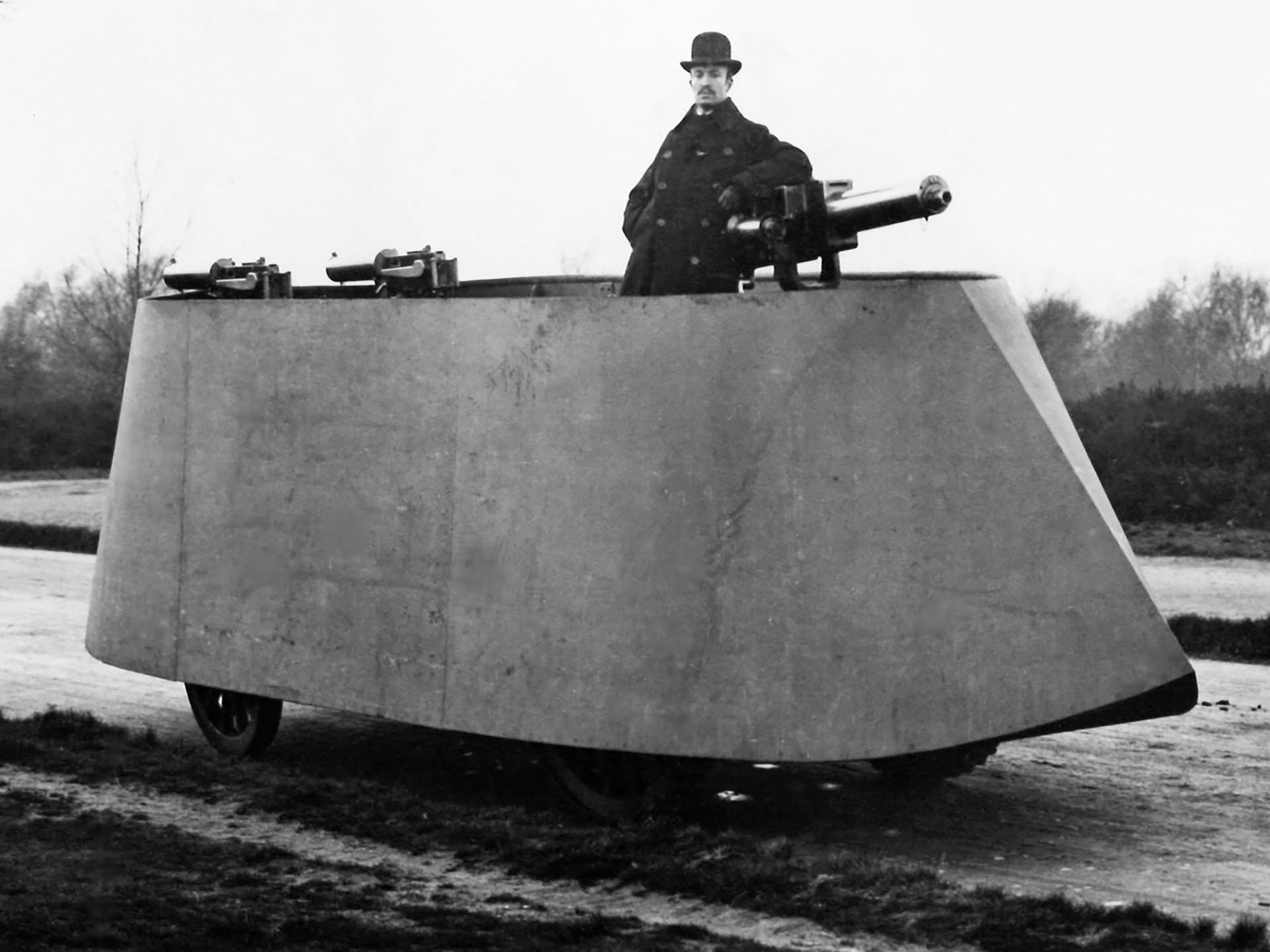
Motor War Car

Motor War Car – pierwszy na świecie samochód pancerny zaprojektowany w 1902 przez angielskiego inżyniera i pioniera motoryzacji Frederica Simmsa i zbudowany w tym samym roku w zakładach Vickersa i Maxima. Była to druga tego typu konstrukcja Simmsa, jego wcześniejszy Motor Scout uważany jest za pierwszy uzbrojony (ale nieopancerzony) pojazd o napędzie spalinowym.
Pojazd Simmsa napędzany był silnikiem firmy Daimler o mocy 16 koni mechanicznych, napęd na tylne koła, pneumatyczne opony były pokryte metalową siatką. Kierowca pojazdu nie miał żadnej widoczności do przodu i kierował tylko dzięki bardzo delikatnemu systemowi luster, które pozwalały mu widzieć tylko nawierzchnię drogi.
Opancerzenie wyprodukowane w zakładach Vickersa miało grubość 6 mm i przykrywało całą konstrukcję pojazdu do wysokości 45 cm nad powierzchnią ziemi.
Uzbrojenie umieszczone w dwóch obrotowych wieżyczkach stanowiły dwa karabiny maszynowe Vickersa, niektóre źródła (Kenneth (1980) i Spencer (1999)) podają także działko automatyczne 1-funtowe (37 mm).
Załogę pojazdu stanowiły cztery osoby.
Wyprodukowano tylko jeden egzemplarz, który został przedstawiony na wystawie w londyńskim Kryształowym Pałacu w 1902.